# Compagnie Nationale Excelsior
Pour les articles homonymes, voir Excelsior.

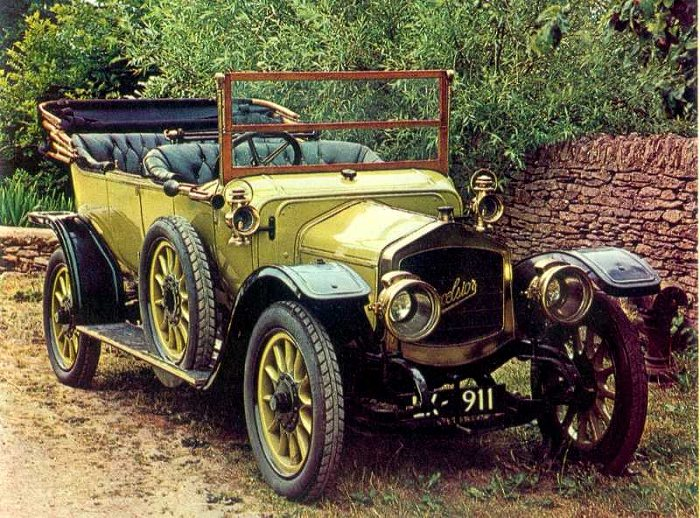
Une Excelsior modèle 1911,

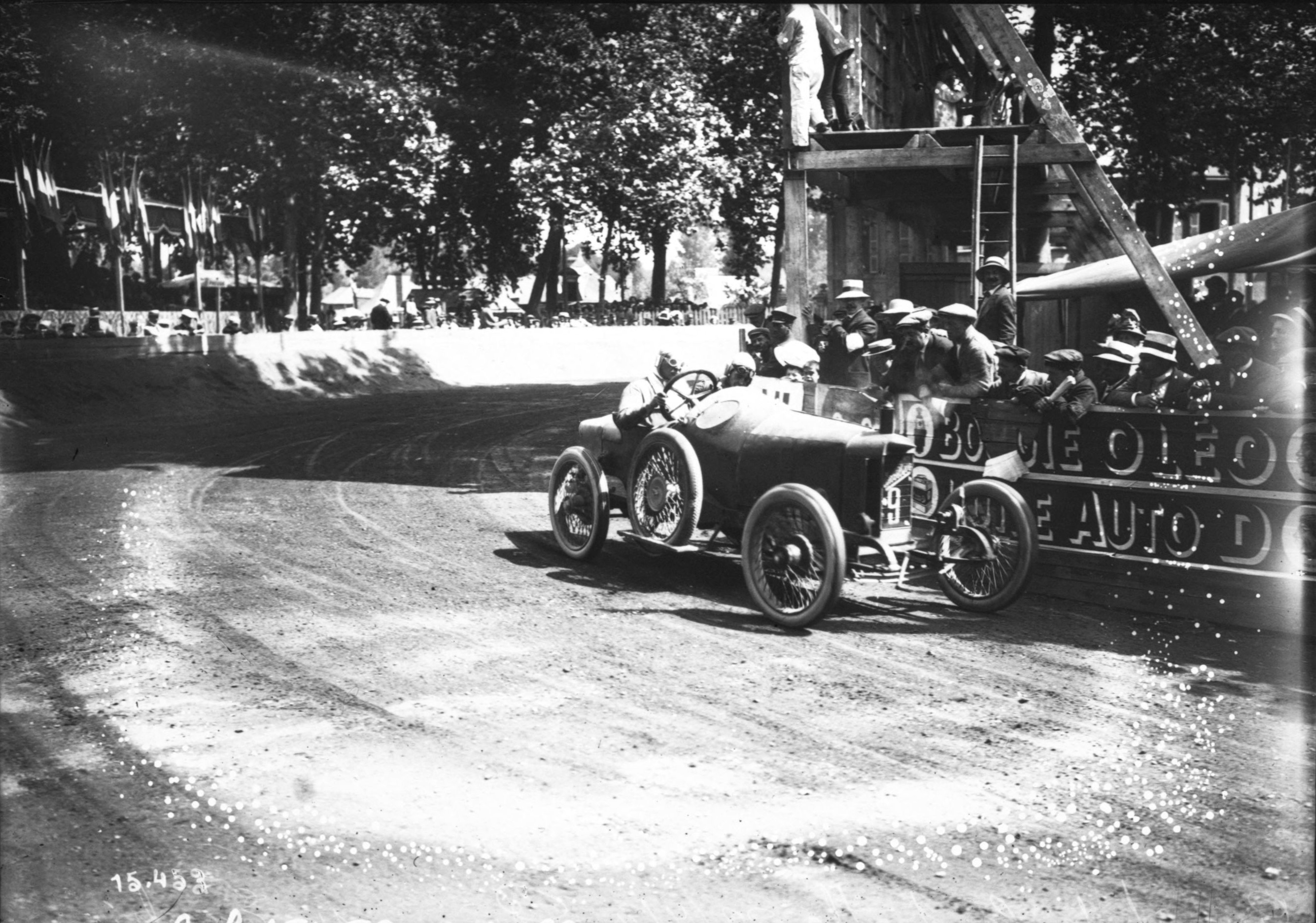
Paul Rivière sur Excelsior au GP de France 1911, au Mans.

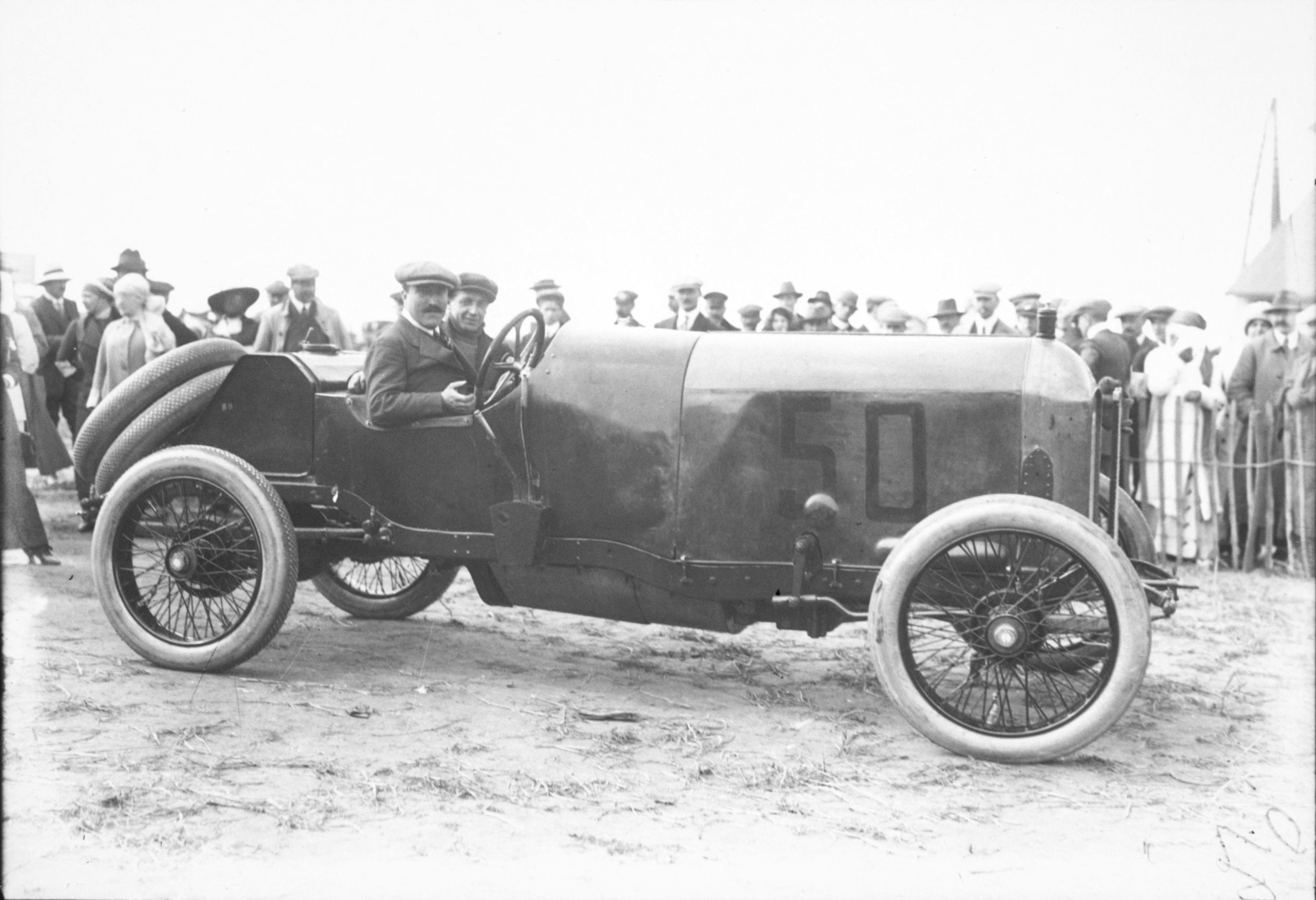
Christiaens sur Excelsior au GP de France 1912, à Dieppe.

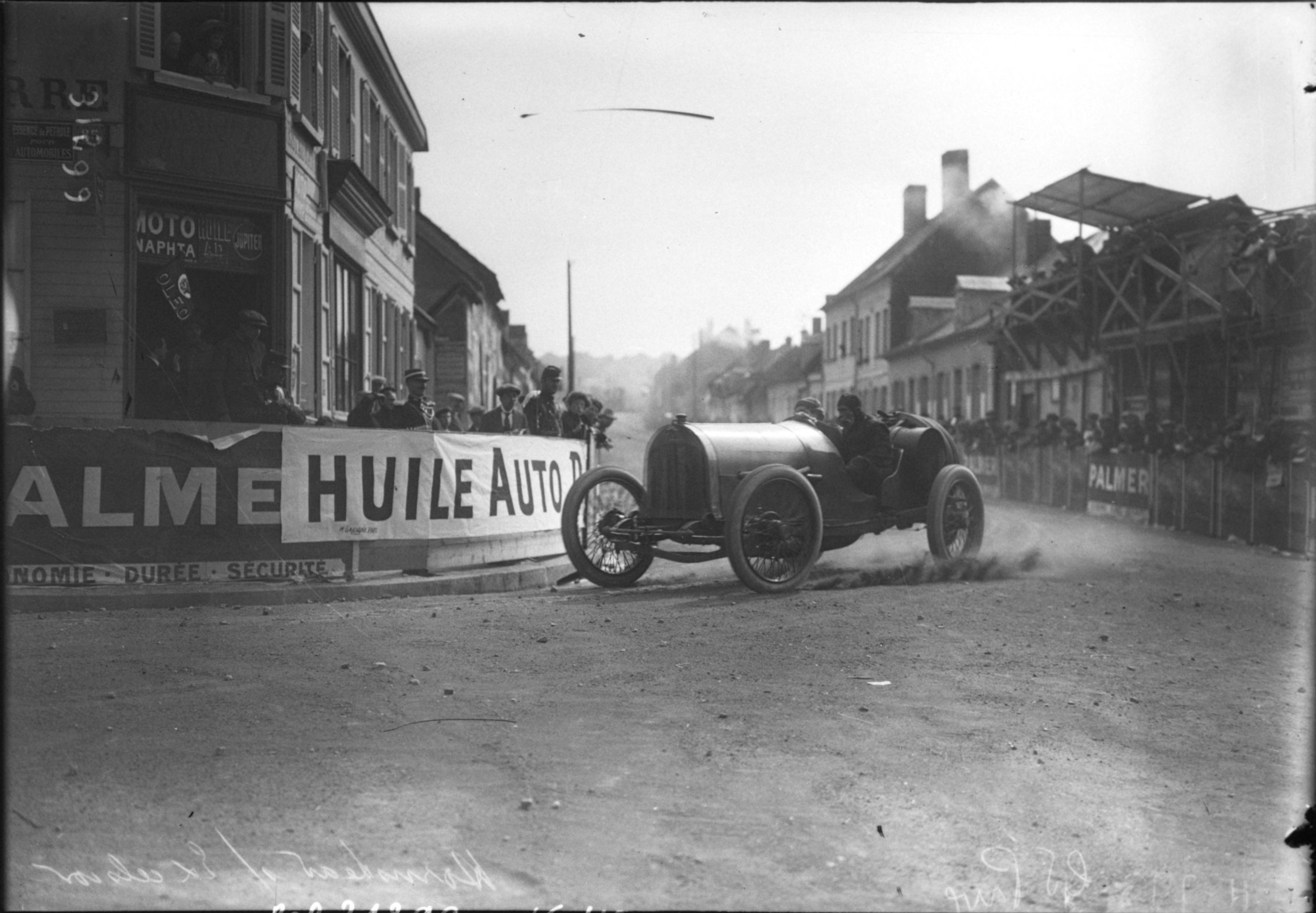
"Sigurd" Hornsted sur Excelsior au GP de France 1913, à Amiens.

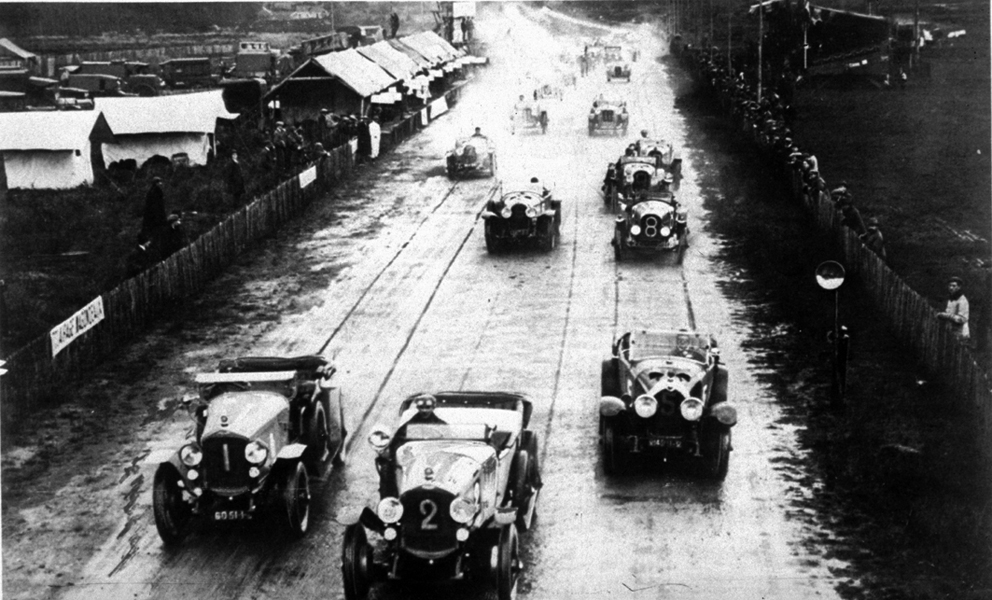
L'Excelsior Albert 1er 5.3 L I6 de Caërels et Dills, 4e ex-æquos et vainqueurs de classe 8L. aux premières 24 Heures du Mans 1923 (premier plan, au centre).

La Compagnie Nationale Excelsior, plus simplement Excelsior, était un constructeur belge d'automobiles, actif de 1903 à 1929, qui était établi à Bruxelles.

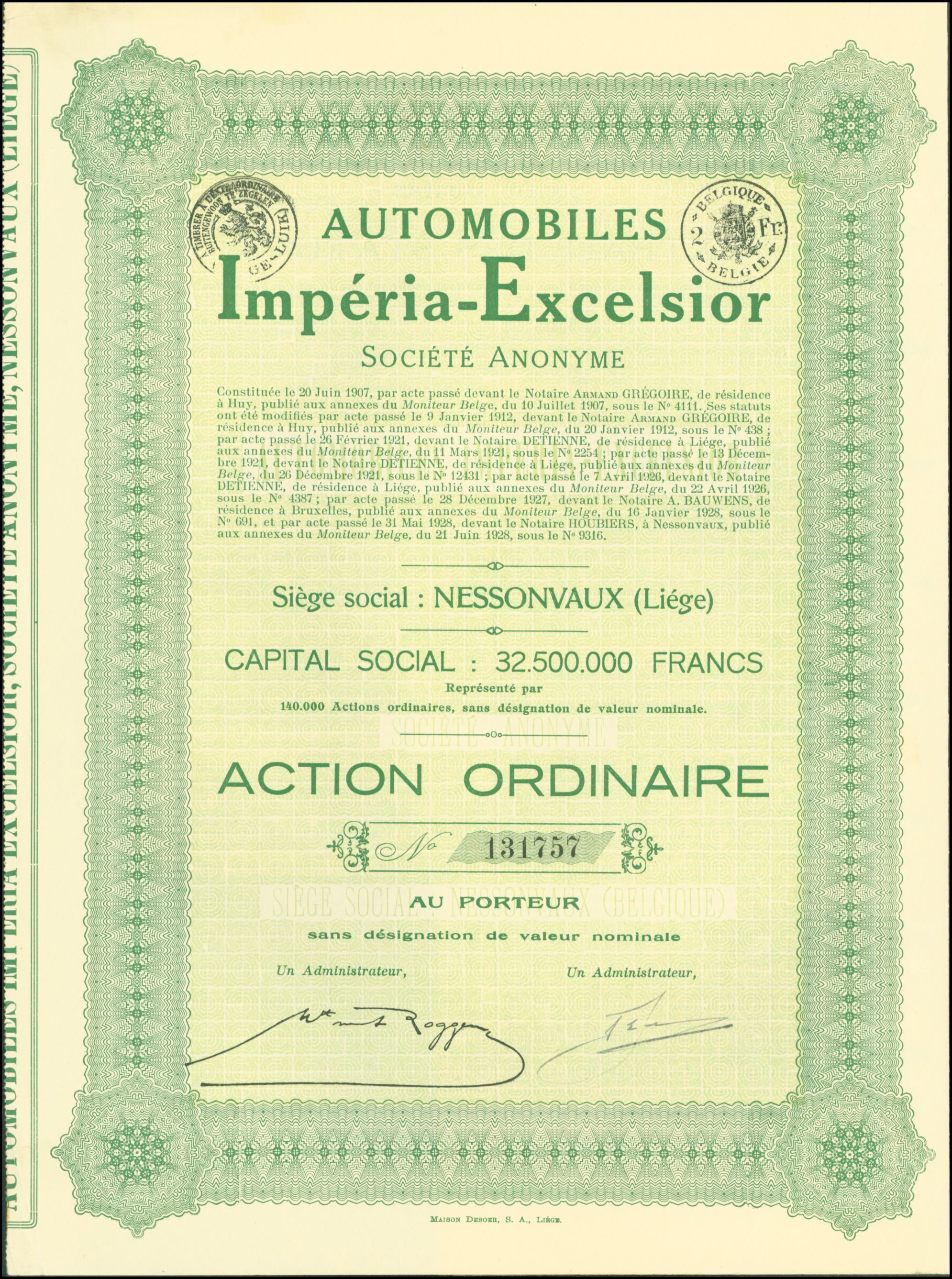
Action de l'Automobiles Impéria-Excelsior SA en date du 21 juin 1928

## Histoire
La production d'automobiles démarre en 1904. Les premiers modèles son propulsés par des moteurs français Aster, de deux et quatre cylindres.
En 1909 sort l'Adex, propulsée par un moteur six cylindres à soupapes latérales ayant une capacité de neuf litres. Le châssis de cette voitures peut facilement être modifié pour les courses en Grand Prix. Elle a notamment été achetée par la famille royale belge, ce qui donne à l'époque une publicité considérable à la marque.
Une deuxième version de l'Adex sort en 1920, avec un plus petit moteur six cylindres de 4 767 cm3 incluant un arbre à cames. Le dessin de cette voiture a fortement inspiré celui du plus célèbre modèle de l'entreprise, l'Albert Ier, ayant un six cylindres de 5 346 cm3, très exactement.
En 1929, Excelsior est vendue à son concurrent Impéria ; jusqu'en 1932, le groupe prend le nom d'Impéria-Excelsior. Le terme Excelsior est alors abandonné.

## Palmarès en course
(dès 1904, Madoux dispute le Circuit des Ardennes des Voiturettes, à Bastogne.)

### Endurance et Sport
- 24 Heures de Spa 1927 : vainqueurs Robert Sénéchal et Nicolas Caërels, deuxièmes André Dills (de) et Jacques Edouard Ledure[2] ;
- Circuit des Routes Pavées 1926 : vainqueur Caërels ;
  - 24 Heures de Spa 1925 : troisièmes Léon Elskamp et Marin ;
  - Circuit des Routes Pavées 1925 : troisième Freddy Charlier ;
  - Grand Prix de Guipúzcoa 1925 : troisième Dills ;
  - 24 Heures du Mans 1923 (première édition, et unique apparition) : 1re ligne Excelsior Albert Ier no 1 et 2 de 5,4 litres I6, car ayant la cylindrée la plus importante. À l'arrivée 4e Dills et Caërels, et 9e Gonzaque Lécureul (de) et Flaud ;
  - Coupe Georges Boillot 1925 : cinquième avec Charlier.

### Grands Prix etIndy 500
- 6e des 500 miles d'Indianapolis 1914 (Josef Christiaens):;
- 6e du Grand Prix de France 1912 (Christiaens);
- 8e du Grand Prix de France 1913 (Christiaens).

## Remarque
- Cette société ne doit pas être confondue avec Excelsior Motor Company, marque britannique renommée de motocyclettes, ou son homonyme américaine Excelsior Motor Manufacturing & Supply Company, ni avec la marque suisse d'automobiles Motorwagenfabrik Excelsior.